# 右脚ブロック
右脚ブロック（うきゃくブロック、英: right bundle branch block, RBBB）とは、心電図でみられる異常所見の1つである。心臓の刺激伝導系を電気信号が流れる際、観念として洞結節以下で右と左に流れる電気信号の流れる通り道を想定する。右心室へ電気信号をつたえる電線の流れが悪いとき、すなわち右脚ブロックを呈する状態では、心室中隔の興奮は左から右へ伝わり、右室の興奮は左室の興奮に対して遅れて起きることになる。

## 病態
左脚ブロックと比べ、右脚ブロックでは心臓の基礎疾患がないことが多い。
ブルガダ症候群、肺性心で右脚ブロックを伴うことがある。
通常、右脚ブロックだけであれば、電気軸は正常である。右脚ブロックに左軸偏位や右軸偏位を認める場合には、それぞれ左脚前枝ブロック・左脚後枝ブロックの合併、すなわち2枝ブロックを意味する。2枝ブロックに第1度房室ブロックを合併すると3枝ブロックとなる。

## 心電図所見
心室中隔上の誘導であるV1誘導で、波形は上向きとなり、rSR'型のQRSとなる。
右脚ブロックの心電図所見は急性肺性心でも見られることがあり、例えば肺動脈に血栓が飛んできて詰まったことで起こる肺梗塞が起こると見られる場合がある。

## 予後
健常者でみられる右脚ブロックは、長期的に突然死との関連は少ないことが報告されている。
1. 自覚症状の無い右脚ブロック
2. 基礎心疾患の無い右脚ブロック

これらは原則として、精密検査を必要としない。